# Adna R. Johnson

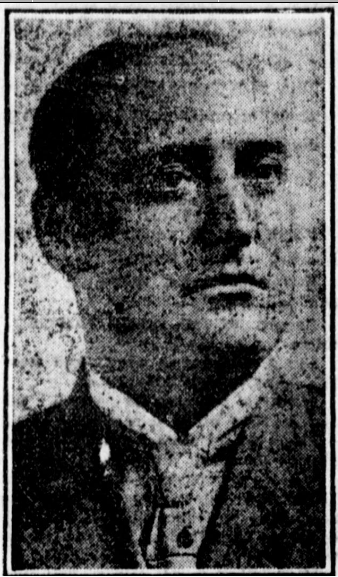
Adna R. Johnson

Adna Romulus Johnson (* 14. Dezember 1860 in Sweet Springs, Saline County, Missouri; † 11. Juni 1938 in Ironton, Ohio) war ein US-amerikanischer Politiker. Zwischen 1909 und 1911 vertrat er den Bundesstaat Ohio im US-Repräsentantenhaus.

## Werdegang
Im Jahr 1864 zog Adna Johnson mit seiner Mutter auf eine Farm im Lawrence County in Ohio. Er besuchte die öffentlichen Schulen seiner neuen Heimat und unterrichtete danach sieben Jahre lang selbst als Lehrer. Nach einem anschließenden Jurastudium an der University of Michigan in Ann Arbor und seiner Zulassung als Rechtsanwalt begann er ab 1887 in Ironton in diesem Beruf zu arbeiten. Im Jahr 1889 fungierte er als Staatsanwalt im dortigen Lawrence County. Politisch wurde er Mitglied der Republikanischen Partei.
Bei den Kongresswahlen des Jahres 1908 wurde Johnson im zehnten Wahlbezirk von Ohio in das US-Repräsentantenhaus in Washington, D.C. gewählt, wo er am 4. März 1909 die Nachfolge von Henry T. Bannon antrat. Im Jahr 1910 wurde er von seiner Partei ohne Gegenbewerber zur Wiederwahl nominiert. Johnson lehnte diese Nominierung aber ab und verzichtete auf eine weitere Kandidatur. Daher konnte er bis zum 3. März 1911 nur eine Legislaturperiode im Kongress absolvieren.
Nach dem Ende seiner Zeit im US-Repräsentantenhaus praktizierte Johnson wieder als Anwalt. Außerdem wurde er im Bankgewerbe und verschiedenen anderen Bereichen, vor allem im Handwerk, tätig. Er starb am 11. Juni 1938 in Ironton, wo er auch beigesetzt wurde.